# Veszprém
Veszprém (phát âm tiếng Hungary: [ˈvɛspreːm]; tiếng Đức: Weißbrunn, tiếng Slovene: Belomost) là một trong những đô thị lâu đời nhất ở Hungary, hiện nay là một thành phố có cự lỵ khoảng 15 km (9 dặm) về phía bắc của hồ Balaton. Đây là thành phố thủ phủ của hạt hành chính (comitatus hoặc 'megye') cùng tên.
Veszprém nằm trên cả hai mặt của con lạch Séd, khoảng 110 km (68 dặm) so với thủ đô Budapest (M7 thông qua đường cao tốc và đường 8). Có thể đến từ Győr qua đường 82 và từ Székesfehérvár qua đường 8.
Theo truyền thuyết địa phương, Veszprém được thiết lập trên bảy ngọn đồi. Bảy ngọn đồi Várhegy (Castle Hill), Benedek-hegy (Thánh Benedict Hill), Jeruzsálem-hegy (đồi Jeruzsálem), Temetőhegy (đồi Temető), Gulyadomb, Kálvária-domb, và Cserhát.
Anonymus, công chứng viên của vua Béla III đã viết rằng đã một lâu đài đã đứng ở đây khi Hungary đầu tiên chiếm đóng khu vực này. Lâu đài có thể là một pháo đài thế kỷ thứ 9 của Frankish. Các lâu đài của Veszprém, Esztergom và Székesfehérvár, các lâu đài đá Hungary sớm nhất, đã được xây dựng trong thời cai trị của Hoàng tử cao Geza, một thời gian khi lâu đài Motte đã được phổ biến hơn nhiều.